# Cloverdale (Kalifornija)
Cloverdale je grad u američkoj saveznoj državi Kalifornija. Prema popisu stanovništva iz 2010. u njemu je živjelo 8,618 stanovnika.